# Rožnice
Rožnice (znanstveno ime Rosaceae) so velika družina rastlin s 3000 do 4000 vrstami v 100 do 120 rodovih. V družino rožnic uvrščamo množico sadnih dreves (jablana, hruška, sliva, breskev, marelica, češnja, višnja, kutina), grme (šipek, maline, robide, vrtnice) in zelnate rastline (jagode). 

## Razširjenost
Družina je razširjena po vsem svetu, najbolj pa v severnih zmernih predelih.

## Značilnosti
Med rožnicami so listopadna in vednozelena drevesa ali grmi in zelišča. Zelišča so večinoma trajna in le nekatera so enoletna. Med njimi je nekaj vzpenjavk in nobene vodne rastline.

### Cvet
Cvetovi so značilni za žužkocvetke. Pogosto so veliki in barviti, običajno zvezdasti in dvospolni. Skupna značilnost cvetov rožnic je zunanja čaša, to je drugo, manjše vretence čašnim listom podobnih tvorb pod njim in med njimi. Te tvorbe naj bi nastale z zraščanjem prilistov sosednjih čašnih listov. Cvetno odevalo je običajno 5-, redkeje 4-števno. Prašniki so številni.
Cvetovi rožnic so večinoma med najenostavnejšimi in najmanj specializiranimi za opraševanje in zato proizvajajo velike količine cvetnega prahu, ki privablja žuželke.
Cvetišče in plodnica sta zelo različno zgrajena, kar je osnova za razdelitev na poddružine. Plodnica je lahko podrasla, obrasla ali nadrasla. Plodnih listov je od 1 do mnogo, ki so ali prosti ali v različnih stopnjah zraščanja.

### Steblo in listi
Listi so lahko so  vednozeleni, zimzeleni ali listopadni.
Listi so premenjalni (redkeje nasprotni), enostavni ali sestavljeni in običajno pri dnu s parom prilistov, čeprav je te morda težko opaziti in jih pri nekaterih rodovih ni. Običajno so prisotne žleze, ki so pogosto v parih na vrhu listnih pecljev.
Pri lesnatih rastlinah se pogosto pojavljajo se stebelni trni (glog), površinske bodice (šipek, vrtnica, 
robida). 

### Plod in seme
Glede na zgradbo plodnice in cvetišča so tudi plodovi posmeznih skupin zelo različni, od sejalnih plodov - mešičkov, preko rožke do koščičastega ploda ali birnih plodov tipa jabolko oziroma birnih koščičastih plodov (robida) ali birnih oreškov (jagodnjak). Plodovi rožnic so pomemben kriterij za delitev družine. 

## Razmnoževanje
Lesnati predstavniki rožnic se lahko razmnožujejo vegetativno z mladikami (robida), katerih poganjki se tudi ukoreninjajo. Živice so značilne ze nekatere zelnate vrste (jagodnjak).

## Sistematika
Tradicionalno so jih predvsem po zgradbi plodov delili v štiri poddružine: Rosoideae, Spiraeoideae, Maloideae in Amygdaloideae. Nedavne raziskave so pokazale, da vse tradicionalne poddružine niso monofiletske, vendar urejanje družine še ni končano.
Družina je razdeljena na poddružine in tribuse.

### PoddružinaRosoideae
Plodnih listov je mnogo (redkeje malo) na običajno izbočenem ali stožčastem ginoforu, ki se dviga nad cvetišče oz. je v njega vrasel, ali pa so plodni listi nameščeni v votlem cvetišču iz katerega prodirajo le vratovi (Rosa). Vsak plodni list ima eno ali dve semenski zasnovi. Plod je vedno zaprt in je lahko različno oblikovan - orešek, rožka ali sočen birni plod.
- Agrimonia (repik)
- Alchemilla (plahtica)
- Aphanes (njivka)
- Aremonia (strček)
- Duchesnea (indijski jagodnjak)
- Filipendula (oslad)
- Fragaria (jagodnjak)
- Geum (sretena)
- Polylepis
- Potentilla (petoprstnik)
- Rosa (šipek)
- Rubus (robida)
- Rubus idaeus (malinjak)
- Sanguisorba (strašnica)
- Sibbaldia (žoltec)
- Waldsteinia (valdštajnija)

### PoddružinaSpiraeoideae
Pestič je zgrajen iz dveh do petih plodnih listov (izjemoma 1 ali 5-12), ki so nameščeni vretenasto na cvetišču in niso vanj niti vgreznjeni, niti dvignjeni nad njim. Imajo dve do mnogo semenskih zasnov. Plod je običajno sejalen. 
- Aruncus (kresničevje)
- Spiraea (medvejka)

### PoddružinaAmygdaloideae(ali Prunoideae) - koščičastoplodne rožnice
Plodni list je en (redkeje do 5), prost, z vratovi na vrhu in z visečimi semenskimi zasnovami. Plod je koščičast.
Obsega rod Prunus (sliva) v širšem pomenu, oz. manjše rodove znotraj rodu Prunus, kot so:
- podrod Amygdalus (mandljevec),
- podrod Padus (čremsa),
- podrod Armeniaca (marelica),
- podrod Cerasus (češnja),
- podrod Persica (breskev)

Razširjeno:
- Exochorda
- Maddenia
- Oemleria
- Prinsepia

### PoddružinaMaloideae(ali Pomoideae) - pečkatoplodne rožnice
Plodnih listov je od 2 do 5, ki so navadno zrasli z notranjo steno votlega ali vbočenega cvetišča, ki se skupaj s čašo poveča in zapira plodove kot pečkat plod. Plodovi so sočni in pomembni za sadjarstvo.
- Amelanchier (hrušica)
- Aronia (aronija)
- Cotoneaster (panešplja)
- Crataegus (glog)
- Cydonia (kutina)
- Heteromeles
- Malus (jablana)
- Mespilus (nešplja)
- Osteomeles
- Photinia (fotinija)
- Pyracantha
- Pyrus (hruška)
- Rhaphiolepis
- Sorbus (jerebika)

### Tribusi z nejasnim taksonomskim položajem
- Tribus Dryadeae vključuje pet rodov: (Dryas, Cercocarpus, Chamaebatia, Cowania in Purshia).
- Tribus Neillieae: Neillia (vključuje Stephanandra)  in Physocarpus.
- Tribus Gillenieae: Chamaebatiaria, Gillenia, Porteranthus, Sorbaria, Spiraeanthus
- Tribus Kerrieae: Kerria, Neviusia

## Pomen rožnic
Večina sadja zmernega pasu izvira iz gojenih rožnic. Med sadnimi vrstami je najpomembnejši rod jablan (Malus). Kot sadne vrste so pomembne še številne druge vrste: slive, marelice, breskve, nektarine, ringloji, mandljevec, hruške, kutine, nešplje, malinjak, robide, jagodnjak in druge.
Velik pomen imaju tudi v hortikulturi, kjer ima vidno vlogo rod šipek Rosa, ki obsega preko 5000 imenovanih sort vrtnic. Gojijo se še okrasni grmi iz rodov medvejk, panešpelj, ognjenih trnov, japonskih kutin in drugi.
Nekatere sadne vrste imajo tudi kakovosten les: češnja, skorš ter druge.
Najdemo tudi zdravilne rastline srčna moč (Potentilla erecta), navadni repik (Agrimonia eupatoria), šipek (Rosa spp.), plahtnica (Alchemill spp.) in druge.